# Дарио Сърна
Дарио Сърна (на хърватски Darijo Srna) е бивш хърватски футболист, полузащитник и защитник. 

## Кариера
Юноша е на Хайдук Сплит. Играе и за националния отбор на Хърватия от 2002 г. и е втори в класацията за най-много голове за националния си отбор - 22. Пред него с голяма преднина води Давор Шукер който има 45 гола, но се отказа от футбола през 2003 г.